# 谭生彬
谭生彬（1912年5月18日—1980年5月6日），字志博，陕西省延长县安沟乡阿青村人，中国共产党青海省委员会书记处书记。中共七大代表。

## 生平
1926年参加革命。1927年4月经董耀卿（时任延长县教育局局长）、胡金城介绍加入中国共产主义青年团，1928年春转党。
1936年1月，红军东征经延长，谭生彬组织支前，受到毛泽东主席接见说：“我是大主席，你是小主席。你这个小主席搞得很不错嘛！”
1980年6月17日中共中央组织部《关于为谭生彬同志平反的结论》。1980年6月30日在八宝山革命公墓礼堂举行追悼会，由国务院副总理余秋里主持。

## 家人
妻子李光宇1921年生，1944年4月1日结婚。
子女：
- 谭永泰
- 谭燕子
- 谭永毅
- 谭元媛
- 谭永林